# Manuel Aznar Acedo
Manuel Aznar Gómez-Acedo (Bilbao, 14 de septiembre de 1916-Madrid, 12 de enero de 2001) fue un periodista español que desarrolló buena parte de su carrera profesional en el campo de la radiodifusión.

## Biografía
Nacido en Bilbao el 14 de septiembre de 1916, e hijo del entonces nacionalista vasco Manuel Aznar Zubigaray, fue bautizado como «Imanol» pseudónimo empleado por su padre en la prensa, en la misma pila bautismal que Sabino Arana. Inicialmente apellidado Aznar Gómez-Acedo, suprimió el Gómez de su apellido. Se licenció en Derecho y participó en la guerra civil como oficial del Ejército sublevado, como jefe de Falange encargado de tareas de radiodifusión y propaganda. Después de la guerra fundó los periódicos Hoja Oficial de Alicante y el diario Avance, que aprovecharía las instalaciones del histórico diario valenciano El Mercantil Valenciano, al que suplantaría unos años. 
Técnico de Relaciones Públicas, Radiodifusión y Televisión, estuvo al cargo de la programación de la cadena SER (1942-1962), dirigió Radio Nacional de España (1962-1965) y fue director adjunto de Radiodifusión en el Ministerio de Información y Turismo (1964-1967). En 1967 se convirtió en el primer director de la Escuela Oficial de Radiodifusión y Televisión, dependiente del citado ministerio.
A título póstumo, el 13 de febrero de 2013 recibió la Medalla de Oro de la Academia Española de la Radio. En 2014, la Academia Española de la Radio instaura el Premio Manuel Aznar Acedo de Radio, galardón destinado a reconocer la mejor labor en la dirección o gestión de empresa radiofónica. En su primera edición el premio recayó en Javier González Ferrari, presidente ejecutivo de Onda Cero.
Fue padre del presidente del Gobierno de España entre 1996 y 2004 José María Aznar López y del jurista Manuel Aznar López.

## Distinciones
- Caballero Gran Cruz de la Orden del Mérito Civil (16/07/1975).[5]